# Joop Cabout
Johannes (Joop) Cabout (Gouda, 28 oktober 1927 – 10 oktober 2013) was een Nederlands waterpolospeler.
Joop Cabout nam tweemaal deel aan de Olympische Spelen, in 1948 en 1952. Hij eindigde met het Nederlands team op de derde plaats in 1948 en in 1952 op de vijfde plaats. In de competitie speelde Cabout voor GZC waarmee hij tweemaal landskampioen werd.
Cabout komt uit een echte waterpolofamilie, hij heeft 4 kleindochters die ook waterpolo spelen op hoog niveau en zijn oudste kleindochter Mieke Cabout heeft ook deelgenomen aan de Olympische Spelen.

## Palmares

### Club niveau

#### GZC Donk
- Landskampioenschap Hoofdklasse: 1954, 1957

### Nederlands team
- 1948:  Olympische Spelen van Londen
- 1950:  EK Vienna (Italië)
- 1952: 5e Olympische Spelen van Helsinki

Cor Braasem · 
Joop Cabout · 
Ruud van Feggelen · 
Henny Keetelaar · 
Nijs Korevaar · 
Joop Rohner · 
Frits Ruimschotel · 
Piet Salomons · 
Frits Smol · 
Hans Stam
Gerrit Bijlsma · 
Cor Braasem · 
Joop Cabout · 
Ruud van Feggelen · 
Max van Gelder · 
Nijs Korevaar · 
Frits Smol